# Барба (народ)

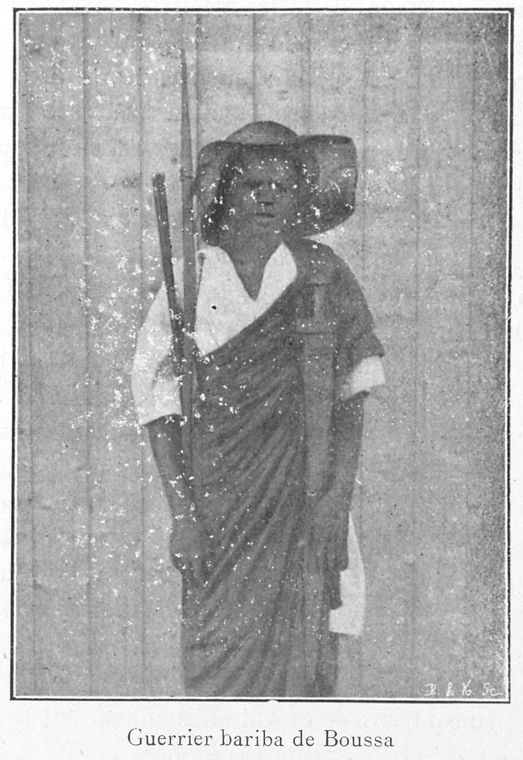
Воен барба. Фото XIX века

Ба́рба (берба, бариба, баргу, боргава, богунг) — народ в Бенине. Общая численность на 1967 год составляет 200 тыс. человек. На сегодняшний день численность составляет примерно миллион человек, барба составляют одну десятую населения Бенина, небольшое количество барба живёт на северо-западе Нигерии.

## География
Живут в северных районах, между населёнными пунктами Параку и Канди (Бенин), и на северо-востоке Того. (Исмаилов 2005: 880)

## Религия
Распространены традиционные верования, часть — мусульмане-сунниты.

## Язык
Язык берба группы гур нигеро-конголезской семьи (кордофанская семья).

## Население
Основное занятие — тропическое ручное переложное (огневое) земледелие (рис, фонио, сорго, кукуруза, арахис и др.). Поля располагаются концентрически вокруг селений. Разводят крупный и мелкий рогатый скот, который выпасают на залежных землях или убранных полях. Художественные ремёсла — резьба по дереву, изготовление керамики, ткачество, плетение циновок. Основная пища — растительная (каши, похлёбки) и мясная. Жилище на юге в лесной зоне — круглое в плане, с конусообразной соломенной крышей, на севере — четырёхугольное. (Громова 2006:32) Существовала сложная иерархия правителей. Сохраняют родо-племенное деление. Основу традиционной социальной организации составляют деревенские общины, состоящие из больших семей. (Исмаилов 2005: 881) Счёт родства патрилатеральный с элементами матрилатеральности. Брак вирилокальный, практикуются полигиния, сорорат, левират. У барба распространён культ предков, существует обряд инициаций. Развиты фольклор, музыка и танцы.